# Rig-Véda
Pour des articles plus généraux, voir Védisme et Véda.
Le Rig-Veda ou Ṛgveda (devanagari : ऋग्वेद, en IAST Ṛgveda) est une collection d'hymnes (sūkta) sacrés ou encore d'hymnes de louanges de l'Inde antique composés en sanskrit védique. Il fait partie des quatre grands textes canoniques (Shruti) de l'hindouisme qui sont connus sous le nom de Veda. C'est l'un des plus anciens textes existant en langue indo-européenne. Sa composition remonte entre 1500 et 900 av. J.-C. selon les indologues, les philologues et les linguistes.
Le texte du Rig-Veléda contient 10 462 strophes, 153 826 mots et sa récitation continue (sařhitā) dure deux ans.
Le Ṛgveda comprend 1 028 stances organisées en dix recueils (मण्डल / maṇḍala) et est transmis par deux recensions (शाखा / śākhā) majeures,.

## Origine du texte

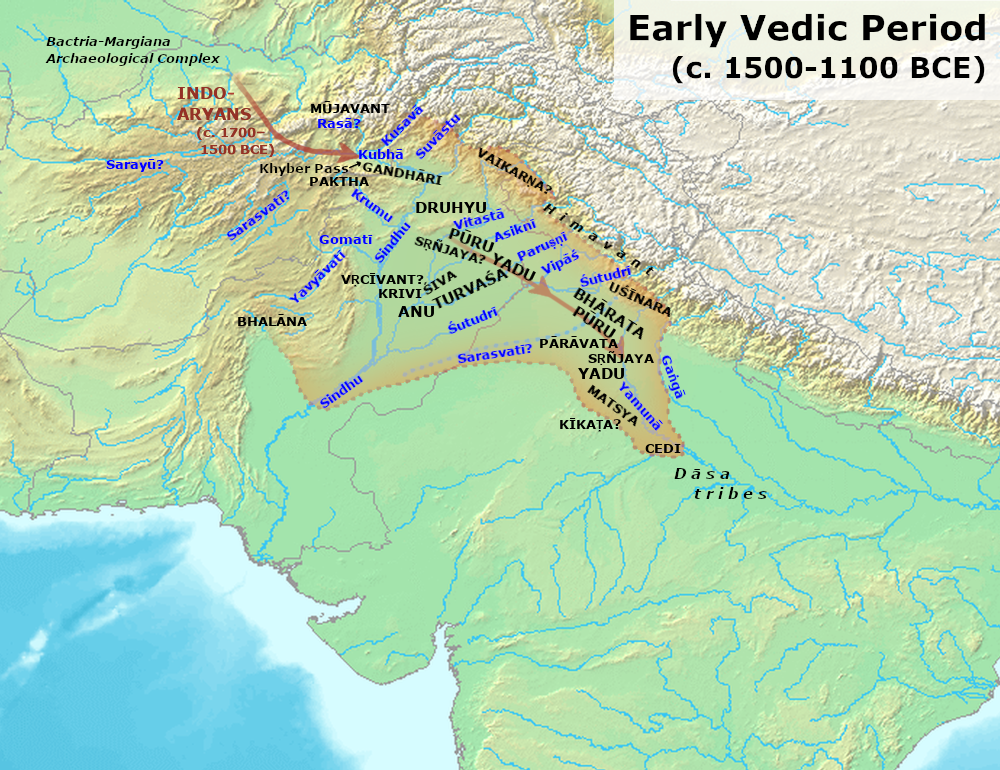
Une carte des tribus et des rivières mentionnées dans le Rigveda.

On peut supposer que la tradition orale des premiers sūktas du Rig-Véda, en langue védique (un sanskrit archaïque), s'est développée à une époque où les Aryens étaient encore sur les plateaux d'Asie centrale, dans la région de l'Oxus. Ce recueil de bénédictions est le texte védique le plus ancien et aussi le plus important du védisme. Ce corpus forme aujourd'hui une collection (saṃhita) de 1 028 sūktas rassemblés en dix cycles (mandala).
Cette Rigveda-samhita (Ṛgvedasaṃhitā) fondamentale traverse les époques successives de l'histoire de l'Inde, et reste respectée par l'hindouisme ancien et contemporain. Le sens du texte, progressivement réinterprété selon les traditions successives de l'hindouisme, exige une étude scientifique, philosophique et historique poussée.
Le védisme considère le Véda comme une manifestation éternelle de pouvoirs numineux, l'évidence de ces puissances agissantes est par elles donnée aux premiers hommes inspirés, les ṛṣi, au début de chaque cycle cosmique. L'hindouisme reprend à son compte cette ancienne croyance.
Ces textes ne prennent tout leur pouvoir d'évocation que prononcés à très haute voix par des officiants brahmanes au cours d'un rituel complexe.
La Rigveda-samhita fournit les noms de quelques ṛṣi, tels Vishvamitra, Uddalaka, Gritsamada, Atri, Vasi’stha, Bhrigu. Bien que la tradition hindouiste les présente comme des demi-dieux vivant hors du temps et de l’espace, ces personnages semblent mythiques.
La datation des hymnes pose un problème : ces textes sont rédigés en un sanskrit très archaïque, que la comparaison philologique avec les autres langues indo-européennes invite à situer au début du IIe millénaire av. J.-C.. Toutefois, certaines stances peuvent avoir été composées bien avant, tandis que beaucoup d’autres peuvent dater du Ier millénaire av. J.-C.
Les historiens ne sont en dernier ressort pas d'accord sur une datation précise, mais s'accordent sur une période qui s'étendrait de 1700 à 1000 avant J.-C,,. 
La compilation définitive a probablement dû se faire vers l’an mille avant l'ère commune, car son canon était clos lors de l’apparition du bouddhisme (VIe siècle av. J.-C.).[réf. nécessaire]

## Samhitas
Une संहिता saṃhitā est une collection, un recueil de textes. L'ensemble des textes du Véda est souvent référé comme le « Triple Véda » qui comprend les Rigveda-samhita, Sâmaveda-samhita, et Yajurveda-samhita. La quatrième samhita de textes, la Atharvaveda-samhita ne fut acceptée que beaucoup plus tard dans le corpus du Véda, car son contenu à usage domestique n'est pas utilisé au cours du sacrifice védique, le yajña.

### Samhita principale
La ऋग्वेद संहिता Rigveda-samhita (ou Ṛksaṃhitā ; ou, par abréviation, Rig-Véda) est la collection des textes les plus importants et les plus anciens de la tradition védique. Ils ignorent des coutumes de l'hindouisme postérieur tels le culte des images, la construction de temples et de statues, l'aspiration des yogi à la libération (moksha), les mariages précoces et surtout la division radicale en castes exclusives, système officiellement abrogé en 1949, lors de l'indépendance de l'Inde et qui commence à peine à être démantelé en Inde aujourd'hui sur le plan politique.

#### Division
À deux systèmes traditionnels de division du texte s'ajoute un système hybride inventé par Alexandre Langlois (1788-1854) dans la première moitié du XIXe siècle.
L'élément de base du Ṛg-Veda est la ṛk, qui correspond à ce que le français nomme un verset, un vers, un distique. La ṛk est de longueur variable. Exemple d'une ṛk courte : « Nous implorons le secours des Adityas, ces guerriers nobles et bienfaisants ». Exemple d'une ṛk longue : « Partagez les plaisirs de la maison de Manu, et donnez à votre chantre une opulence accompagnée d'une forte famille. Que notre sacrifice soit pour vous un tîrtha aux ondes agréables. Éloignez de nous cet ennemi insensé qui se place sur la route comme un poteau, pour nous surprendre ».
Le premier système de division regroupe de trois à huit versets ("ṛk", au pluriel ṛcaḥ) en un varga, mot qui signifie « regroupement ». Trente vargas forment une lecture (adhyāya). Huit lectures (adhyāya) forment un aṣṭaka (« ensemble composé de huit parts »). Et huit aṣṭakas constituent la saṁhitā (le recueil) du Rig Veda (la Ṛgveda-saṁhitā).
Un second système de division regroupe un nombre variable de versets (ṛk) en un sūkta: un hymne. Un nombre variable de suktas constitue un chapitre (anuvāka: « récitation, lecture »). Les anuvakas se répartissant en dix livres/« groupement », les maṇḍalas. Dans ce système la samhita (collection) contient dix mandalas (cycles), contenant chacun des anuvakas (récitation) qui rassemblent des suktas (hymnes) composés de ṛk (versets).
Pour sa traduction française de la Rigveda-saṃhita, Alexandre Langlois, membre de l'Institut, divise le texte du Rig-Véda en huit sections (ashtakas) divisées chacune en huit lectures (adhyayas), s'inspirant en cela du premier système décrit ci-dessus. Il divise néanmoins chaque lecture en un nombre variable d'hymnes (suktas) contenant chacun un nombre variable de versets (ṛk), s'inspirant cette fois du second système expliqué ci-dessus. La référence à un verset du Rig-Véda dans la traduction française de A. Langlois s'effectue donc ainsi : (RV 4, 7, 5, 3) et se lit « Rig-Véda, section 4, lecture 7, hymne 5, verset 3 ».

#### Contenu
Les sections les plus importantes, celles qui sont chargées de la plus grande efficacité spirituelle, sont les Samhitas où sont recueillis les poèmes : la poésie (chandas) est, en effet, un charme en elle-même.
Chaque poème est dédié, soit à un deva (Indra, Agni, Varuna...), soit aux devas jumeaux que sont les Asvins, parfois à plusieurs divinités (on y rencontre des hymnes « à tous les dieux »).
Il existe également un petit nombre de ballades et quelques poèmes spéculatifs (cosmogonies, louange de la Parole divine, de la Concorde entre les hommes).
Les mètres utilisés sont relativement nombreux, les plus courants étant l’anu’stubh (stance de quatre vers octosyllabiques), la trishtubh (quatre vers hendécasyllabiques) et la gayatri (trois vers octosyllabiques), dont on dit qu’elle est sacrée entre toutes (sans doute parce que la prière initiatique dite savitri, « l’incitatrice », est une gayatri extraite d’un hymne au Soleil du Rig-Véda).
La majorité des stances qui figurent dans le Sâmaveda et dans le Yajurveda sont issues de la Rig-Véda-samhita, qui paraît donc au cœur de la culture védique.

#### Emploi
Le hotṛ est le brahmane officiant qui verse au feu les libations et y pose les offrandes destinées aux devas. Les vœux et les louanges qu'il utilise au cours de ses fonctions rituelles proviennent tous de la Rigveda-samhita. Il prononce ces sûtras d'une voix forte dont la puissance participe à celle du yajna, le sacrifice central du système védique. Kutsa loue ainsi les Ashvins : « La puissance avec laquelle vous avez rendu Soutchanti riche et puissant ; avec laquelle vous avez apaisé en faveur d'Atri le brillant et fortuné Agni ; avec laquelle vous avez sauvé Prisnigou et Pouroucoutsa, montrez-la encore, ô Asvins, et secourez-nous ! ».

### Samhita dérivées
De ce recueil initial dérivent deux autres collections de strophes (sûktas), la Samaveda-samhita qui sert de manuel au chanteur, et la Yajurveda-samhita qui contient, outre les formules tirées du Rigveda, des descriptions de rites, et des formules de dédicaces en prose (les yajus) qui donnent son nom à ce troisième corpus. Ces trois recueils suffisaient à l'organisation des sacrifices védiques.
La Atharvaveda-samhita est un quatrième recueil utilisé pour les rites domestiques par le purohita brahmane-protecteur d'une maisonnée. Celui-ci qui se compose d'incantations, de chants, de charmes magiques et de prières mit du temps à être considéré comme partie intégrante du triple-véda rituel.

## Traités en prose subséquents
Au fil du temps, annexés à chacune de ces samhitas furent rédigés des traités en prose relatifs à chacune des fonctions du rite, parole, chant, liturgie, et de même pour la fonction de magie domestique :
- Brahmana : les textes liturgiques et de rituel ;
- Aranyaka : la section théologique ;
- Upanishad : la section spéculative.

À chacune de ces fonctions reviennent donc effectivement des parties en vers (nommés Samhitas, c’est-à-dire « collections »), des traités rituels, des commentaires exégétiques, des livres de sagesse, etc.
L'évolution de ces textes en prose (des brahmanas aux upanishads) accompagnent la transition, au long des siècles, du védisme à l'hindouisme.

## Usages et interprétations
Bien que ces hymnes aient une destination exclusivement liturgique (il s’agit d’une littérature de techniciens du culte), ils ne manquent pas de valeur poétique : ferveur religieuse, hardiesse de la pensée et de l’expression, richesse du vocabulaire contribuent à retenir l’attention du lecteur malgré la monotonie de ces mille cantiques, qui sont tous de facture semblable et célèbrent uniformément les vertus divines.
Rappelons enfin que les hymnes ne sont pas tout le Rig-Véda, mais seulement la Samhita de ce corpus, lequel comprend aussi, comme il est de règle, des traités rituels (Kalpa-Sutras), tels ceux de l’école shankhayana, des Brahmanas (commentaires exégétiques), par exemple, l’Aitaréya-Brahmana et le Kau’sitaky-Brahmana, des Aranyakas et des Upanisads (ainsi, l’Aitaréya-Upanisad et la Kausitaky-Upanisad).

### Traductions
- Alexandre Langlois, Rig-Véda, ou Livre des hymnes, Maisonneuve et Cie, 1870, 646 p., réédité par la Librairie d'Amérique et d'Orient Jean Maisonneuve, Paris 1984  (ISBN 2-7200-1029-4) fr.wikisource.org
- (en) The Rig Veda, trad. Ralph T. H. Griffith, 1896 en.wikisource.org
- (en) The Rigveda. The Earliest Religious Poetry of India, trad. Stephanie W. Jamison et Joel P. Brereton, New York, Oxford University Press, 2014, 3 vol.  (ISBN 978-0-19-937018-4)

### Études
- (en) Gavin Flood, An Introduction to Hinduism, Cambridge University Press, 1996
- (en) Michael Witzel, « Early Sanskritization : Origin and Development of the Kuru state », EJVS,‎ 1995 (lire en ligne)
- (en) David W. Anthony, The Horse The Wheel And Language : How Bronze-Age Riders From the Eurasian Steppes Shaped The Modern World, Princeton University Press, 2007
- Louis Renou, Études védiques et paninéennes, 1955-1969.
- Sayana (14th century), éd. Müller, 1849-75
- (en) Sri Aurobindo, Hymns of the Mystic Fire (Commentary on the Rig Veda), Lotus Press, Twin Lakes (Wisconsin)  (ISBN 0-914955-22-5)
- (en) Talageri, Shrikant, The Rigveda: A Historical Analysis,  (ISBN 81-7742-010-0)
- (en) Lal, B.B., The Homeland of the Aryans. Evidence of Rigvedic Flora and Fauna & Archaeology, New Delhi, Aryan Books International, 2005.
- (en) Subhash Kak. The Astronomical Code of the Rigveda; Munshiram Manoharlal Publishers Pvt. Ltd (2000),  (ISBN 81-215-0986-6) Third edition, OSU
- Jean Varenne, Le Véda, éd. Planète, 1967, 453 p. Réédition 2003, Les Deux Océans,  (ISBN 2-86681-010-4)